# اسماعیلیه
اسماعیلیه (به عربی: الإسماعيلية) از شاخه‌های شیعه است. اسماعیلیان نام خود را از اسماعیل بن جعفر فرزند جعفر صادق گرفته‌اند. مرگ اسماعیل و اختلاف بر سر جانشینی پدر، موجب ایجاد شاخه‌های دیگری از شیعه شد که اسماعیلیه یکی از آنها است. هرچند بعدها بیشتر شیعیان، موسی کاظم برادر ناتنی و کوچک‌تر اسماعیل را به‌عنوان جانشین جعفر صادق پذیرفتند، اما اسماعیلیه به‌عنوان یک مذهب به حیات خود ادامه داد. بطوریکه در حدود کمتر از ۱۵۰ سال پس از وفات جعفر، خلافت فاطمیان توسط شاخه‌ای از اسماعیلیان به‌عنوان قطبی در مقابل خلافت عباسی تشکیل شد.
اسماعیلی‌های هفت‌امامی اسماعیل را امام هفتم و غائب به حساب می‌آورند. اما اسماعیلی‌های مستعلیه و اسماعیلی‌های نزاری او را امام پنجم می‌دانند. اسماعیلی‌های مستعلیه، طیب بن منصور ابوالقاسم را امام بیست و یکم و غائب می‌دانند. همچنین امامت نزاریه تا به امروز ادامه پیدا کرده است و امام زمان و پنجاهم نزاریه، رحیم آقاخان فرزند کریم آقاخان است.
اسماعیلی‌ها هم‌زمان با روزگار سامانیان سر برآوردند و سده‌ها با توان بسیار به پراکندن اندیشه خویش پرداختند.

## وضعیت امروز
امروزه از شمار آنها کاسته شده است. اسماعیلی‌ها در ایران بسیار کمیابند و در برخی کشورها مانند افغانستان، تاجیکستان، هند، تانزانیا، کنیا و سایر کشورها پراکنده‌اند. چنان‌که هانری کربن می‌گوید اسماعیلی‌های نزاری پس از سقوط قلعه الموت به دست مغولان‌ و نابودی کتب موجود در آن، منابع خود را از دست دادند. اما اسماعیلی‌های مستعلوی که در دوره فاطمی در مصر مستقر بودند و اکنون بیشتر در هند هستند، منابع دست اول خود را حفظ کرده‌اند، هرچند تمایلی به انتشار آن ندارند.
برآورد می‌شود امروز نزدیک ۱۵ میلیون نفر پیرو اسماعیلیه باشند.

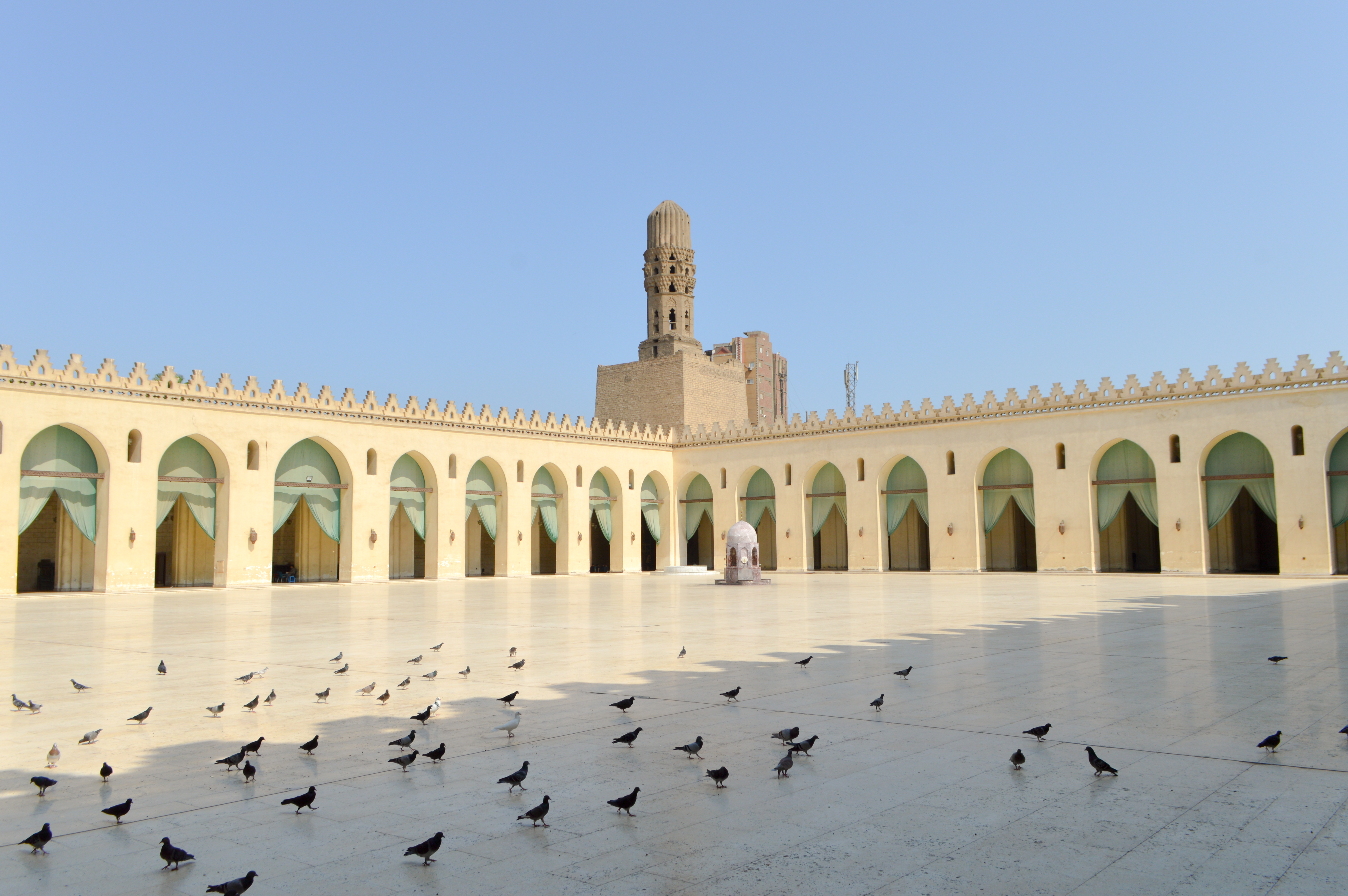
نمایی از صحن روباز مسجد حاکم بأمرالله، دومین مسجد بزرگ دوره خلافت فاطمیان در قاهره مصر؛ تکمیل بنا در اوائل سده ۱۱ میلادی/۵ قمری

## جانشینی جعفر صادق
پس از مرگ جعفر صادق در سال ۷۶۵م/۱۴۸ق انشعابی اساسی رخ داد. اسماعیل بن جعفر که در مقطعی از سوی پدرش به عنوان امام بعدی منصوب شده بود، ده سال پیش از پدر در سال ۷۵۵ م/۱۳۸ق درگذشت. برخی از شیعیان اثنی عشری استدلال می‌کنند که جعفرصادق اسماعیل را به‌عنوان وارث امامت انتخاب نکرده بود و برخی می‌گویند او قبل از پدرش نمرده است و از این رو موسی کاظم را امام هفتم می‌دانند. ولی برخی از اسماعیلیه معتقدند که اسماعیل نمرده است. بلکه برای حفظ او از آزار و اذیت عباسیان وانمود شده که مرده و او امام هفتم است. برخی دیگر از اسماعیلیه معتقدند اسماعیل واقعاً مرده است و پسرش محمد بن اسماعیل امام هفتم است.

## عناوین اسماعیلیه در ابتدای امر
هم‌عصران اسماعیلیان اولیه معمولاً آنها را «مَلاحِدِه» یا «باطنیه»، و بعدها از میانه سده ۳ قمری/۹ میلادی، «قَرامَطِه» نیز خطاب می‌کردند. خود اسماعیلیان، نخستین اما نهضتشان را «دعوت»، یا «دعوت هادیه» می‌نامیدند. در دوره فاطمیان نیز اسماعیلیان‌ غالباً همان‌ اصطلاحات‌ دعوت‌ و دعوت‌ هادیه‌ را برای‌ نهضت‌ خود به‌كار می‌برده‌ و از استعمال‌ نام‌ اسماعیلیه پرهیز می‌كرده‌اند.
عرب‌ها نیز به اسماعیلی‌ها باطنیان می‌گفتند. زیرا ایشان متون قرآن را تاویل باطنی می‌کردند. این تاویل به عهده فردی بود که در اسماعیلیه به او معلم می‌گفتند. آن‌ها ظاهر معنی قرآن را قبول نداشتند. بلکه برای قرآن بطن قائل بودند و معانی را به صورت مجازی می‌گرفتند.

## جانشینی
بر پایه آیین اسماعیلیه، هر امام در زمان زندگی خود، جانشین خود را تعیین می‌کند و این جانشین بلافاصله پس از درگذشت امام پیشین، رهبری روحانی جامعه اسماعیلی را بر عهده می‌گیرد.

## شاخه‌ها
خلیفه-امام فاطمی مستنصر بالله از اوایل سلطنت خود علناً پسر بزرگش نزار را به عنوان وارث خود به عنوان خلیفه-امام فاطمی بعدی معرفی کرده بود. داعی حسن صباح که در مصر اسماعیلی شده بود، شخصاً توسط مستنصر از این حقیقت آگاه شد. پس از مرگ مستنصر در سال ۱۰۹۴ میلادی، افضل شاهنشاه، وزیر و فرمانده کل ارتش ارمنی‌تبار او می‌خواست مانند پدرش دیکتاتوری را بر دولت فاطمی اعمال کند. افضل کودتایی طراحی کرد و برادر همسرش، احمد مستعلی را بر تخت فاطمی نشاند. افضل مدعی شد که مستنصر به نفع مستعلی حکم صادر کرده است و بدین ترتیب رهبران اسماعیلی دربار فاطمیون و الدعات فاطمی در قاهره، پایتخت فاطمیان، احمد مستعلی را تأیید کردند.
در اوایل سال ۱۰۹۵ میلادی نزار به اسکندریه گریخت و در آنجا مورد حمایت مردم قرار گرفت و به عنوان امام بعدی فاطمیان پس از مستنصر پذیرفته شد و دینارهای طلا در اسکندریه به نام نزار ضرب شدند (یکی از این سکه‌ها در سال ۱۹۹۴ یافت شد. و در موزه آقاخان است). در اواخر سال ۱۰۹۵ افضل ارتش اسکندریه نزار را شکست داد و نزار را به اسارت به قاهره برد و اعدام کرد.
پس از اعدام نزار، اسماعیلی‌های نزاری و اسماعیلی‌های مستعلی به طرز آشتی‌ناپذیری از هم جدا شدند. این انشقاق سرانجام بقایای امپراتوری فاطمی را در هم شکست. پیروان مستعلی در مصر، یمن و غرب هند و عده‌ای که با پسر نزار، الهادی بن نزار بیعت کردند در مناطق ایران و سوریه نیز به اسماعیلیه نزاری معروف شدند. هادی که در آن زمان بسیار جوان بود، به صورت قاچاقی از اسکندریه خارج شد و به قلعه الموت رفت و نایب السلطنه حسن صباح شد.

## تاریخ اسماعیلیان در ایران

### اسماعیلی‌ها و محمود
با سرنگونی سامانیان و روی کارآمدن ترکان وضع اسماعیلی‌ها از آنچه بود بدتر شد. اسماعیلی‌ها در کنار دیگر دگراندیشان نیز مورد آزار و کشتار سلطان محمود غزنوی قرار گرفتند. محمود در این کشتار با دستگاه خلیفه‌گری بغداد همدست بود. بزرگ‌ترین کسی که در زمان غزنویان قربانی کشتار اسماعیلیه شد و به گفته بیهقی به تهمت قرمط‌گری گرفتار آمده بود حسنک وزیر بود که به دار آویخته شد.

### برآمدن حسن صباح

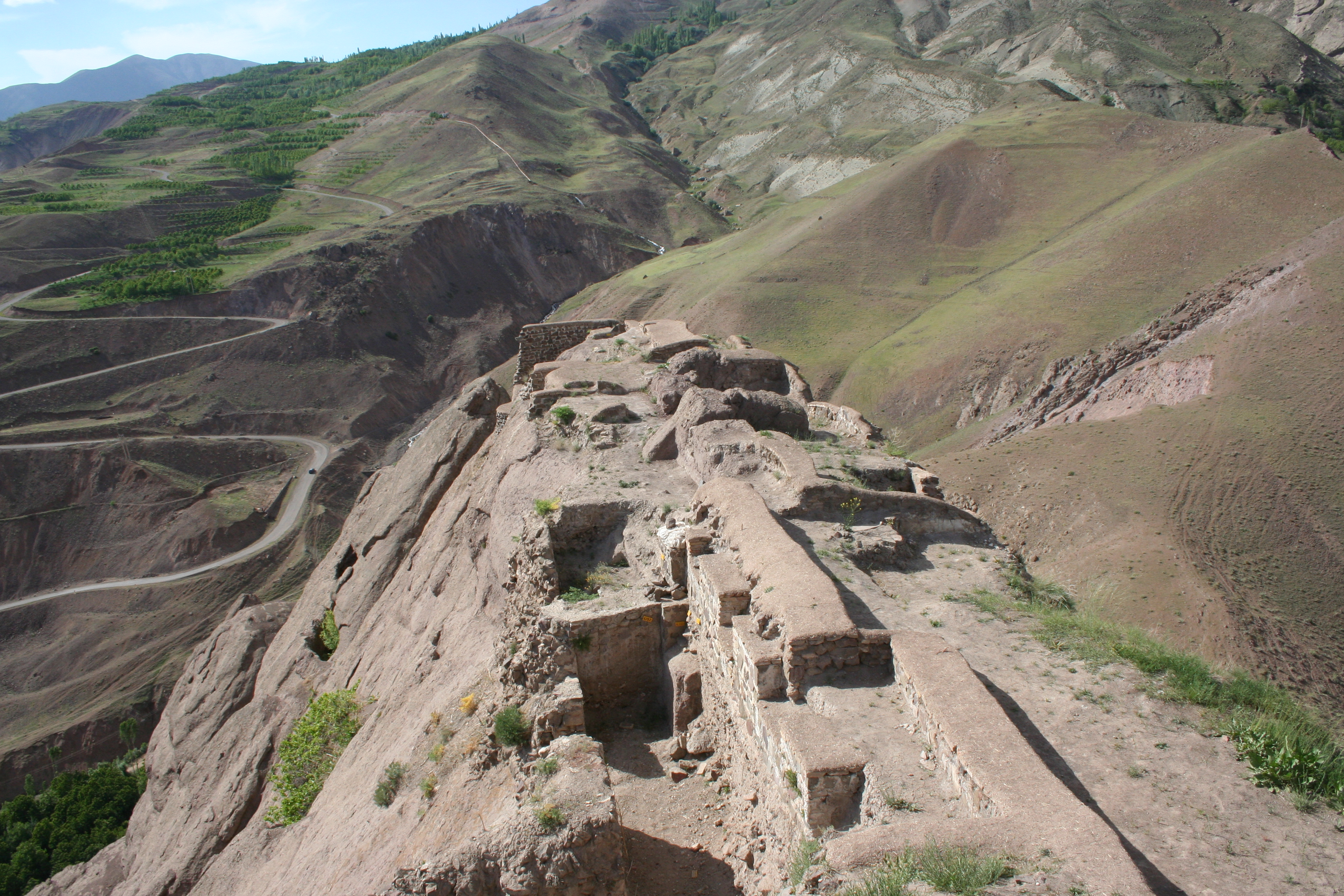
بقایای قلعه اَلَموت؛ قزوین، ایران

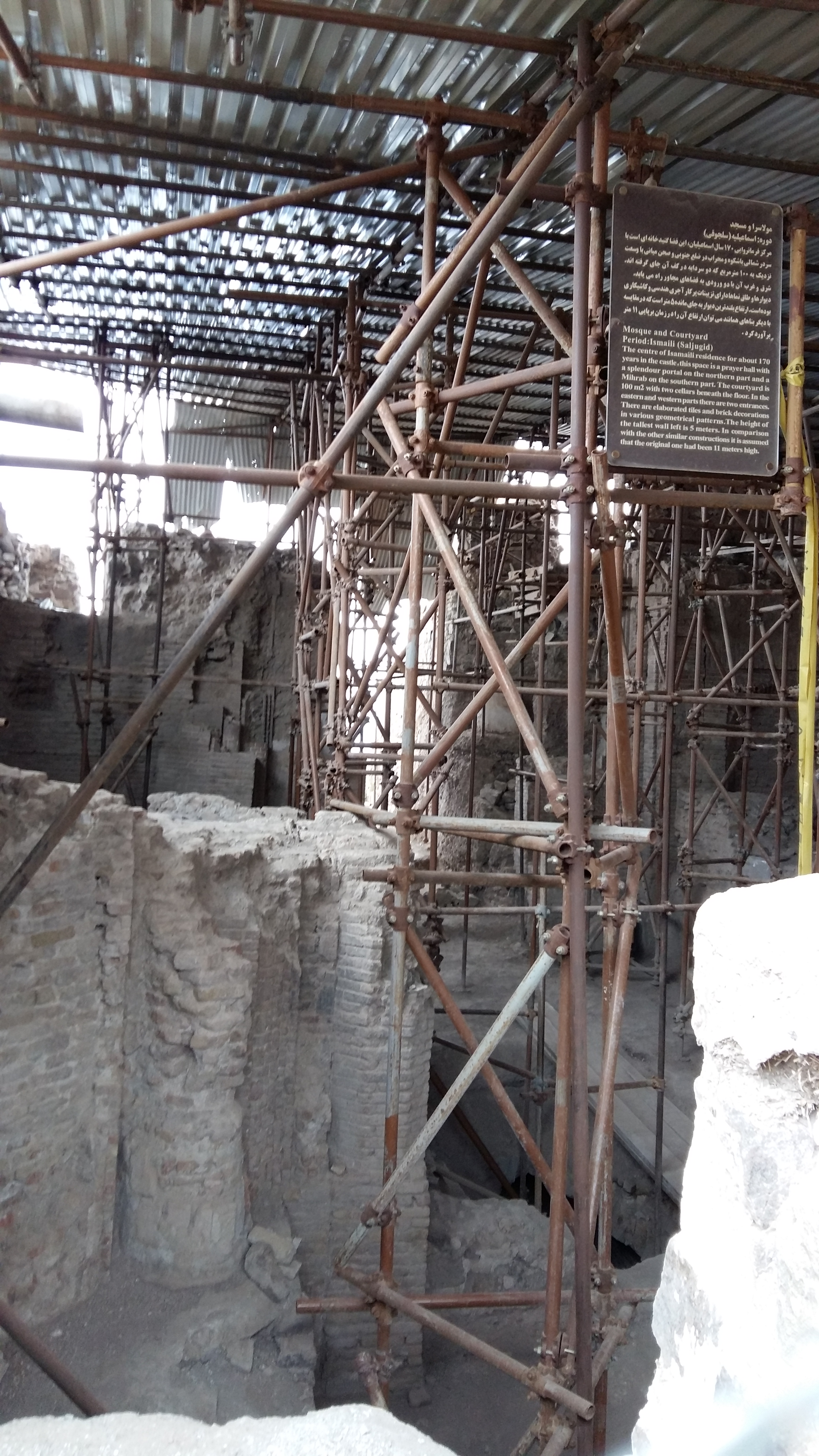
نمایی از داخل قلعه الموت که مولاسرا و مسجد را شامل می‌شده‌است.

در زمان سلجوقیان حسن صباح در ایران رهبری اسماعیلی‌ها را به دست گرفت. مرکز تبلیغ و مقاومت خویش را به کوه‌ها و دژهای کوهستانی رساند و خودش در دژ مشهور الموت آشیان گرفت. پس از استوار شدن از مصر برید، و جداگانه و مستقل به دعوت پرداخت. این روزگار دوران اوج اسماعیلی‌ها بود. حسن صباح برای پیشبرد آرمان‌های اسماعیلی دست به یک رشته ترورها نیز زد.

### اسماعیلیان و مغولان
پس از مرگ حسن صباح جانشینان او راه نبرد با خاندان‌های ترک چیره بر ایران را پی گرفتند. تا این که با تازش مغول‌ها به ایران به ناچار با جلال‌الدین خوارزمشاه در یک سنگر جا گرفتند و با مغولان به ستیز پرداختند؛ ولی سرانجام خورشاه واپسین رهبر اسماعیلیان الموت در سال ۶۵۱ در برابر هولاکو خان گردن فروآورد و چندی پس از آن به دست مغول‌ها کشته‌شد. مغولان دژها را یکی پس از دیگر گشودند و کشتار بزرگی از اسماعیلی‌ها کردند. از این پس اسماعیلی‌ها مقاومت را در دژهای خویش در شام و لبنان پی‌گرفتند.

## آقاخان‌ها
حسنعلی‌شاه محلاتی (آقاخان اول) داماد فتحعلی‌شاه که حاکم کرمان بود در سال ۱۸۳۸ میلادی در برابر حکم عزل خود در برابر محمدشاه قاجار مخالفت کرد. او با کمک انگلیس‌ها به افغانستان فرار کرد و به انگلیس‌ها در جنگ با افغان‌ها برای تصرف هرات کمک کرد که موفقیت‌آمیز نبود. سپس به سند (هند آنروز و ایالت سند در پاکستان امروزی) رفت و به انگلیس‌ها کمک کرد آنجا را تسخیر کنند. انگلیس‌ها در پاسخ حقوقی برای او قرار دادند. سپس زندگی تازه‌ای را در هندوستان آغاز کرد و تا پایان عمر با سفر به شهرهای هند به امور اسماعیلی‌ها و پیروان خود می‌پرداخت. با مرگ آقاخان اول، آقاخان دوم به امامت اسماعیلیان نزاری رسید و به همین ترتیب لقب آقاخان به عنوان یک لقب موروثی برای امامان بعدی ادامه داشت. آقاخان اول در هند مسند را تأسیس کرد. همچنان مالک نهادهای در هندوستان شد و بعدها به بریتانیا مهاجرت کرد. نوادگان او در دو نسل اخیر با زن‌های انگلیسی و آمریکایی ازدواج کرده‌اند. آخرین آنها آقاخان پنجم از سال ۲۰۲۵ تا امروز امام اسماعیلیه نزاری است که ساکن ژنو و یک تاجر و میلیاردر در مقیاس جهانی است.

## نیایشگاه
به نیایشگاه یا محل تجمع اسماعیلیان جماعت‌خانه گفته می‌شود که به لحاظ بار معنایی و عنوان، با جمع‌خانه که نیایشگاه پیروان اهل حق و علویان است قرابت بسیار نزدیکی دارد.

## کتابشناسی
- دفتری، فرهاد (۱۳۷۶) [۱۳۷۵]. The Isma'ilis: their history and doctrines [تاریخ و عقاید اسماعیلیه]. چاپ دوم. ترجمهٔ فریدون بدره‌ای. تهران: نشر و پژوهش فرزان روز.
- دفتری، فرهاد (۱۹۹۸). A short history of the Ismailis: traditions of a Muslim community [تاریخ اِجمالی اسماعیلیان: سنت‌های یک گروه مسلمان]. چاپ اول. اِدینبِرگ: انتشارات دانشگاه اِدینبِرگ. شابک ۰۷۴۸۶۰۹۰۴۰(شابک برای نسخه جلد سخت کتاب است.)
- میناهان، جِیمز (۱۹۹۸). Miniature empires: a historical dictionary of the newly independent states [امپراطوری‌های مینیاتوری: یک لغتنامه تاریخی درباره کشورهای تازه مستقل‌شده]. چاپ اول. وِست‌پورت، کانِتیکِت: انتشارات گرین‌وود. شابک ۰۳۱۳۳۰۶۱۰۹.
- The Encyclopedia of the Arab-Israeli Conflict: A Political, Social, and Military History [دانشنامه جنگ اعراب و اسرائیل: یک تاریخ سیاسی، اجتماعی و نظامی]. چاپ اول. به کوشش اِسپِنسِر سی تاکِر، پِریسکیلا مِری رابِرتز، پائول جی‌ پی‌یِر‌پائولی، داوید زابِکی و شِریفا ظهور. سانتا باربارا، کالیفرنیا: اِی‌بی‌سی-سی‌اِل‌آی‌اُ. ۲۰۰۸. شابک ۹۷۸۱۸۵۱۰۹۸۴۱۵(با مقدمه‌ای از آنتونی سی. زیٖنی)